# Crématorium de Lyon
Le crématorium de Lyon ou four crématoire du nouveau cimetière de la Guillotière, est un crématorium situé dans le cimetière nouveau de la Guillotière à Lyon en France.

## Histoire
Le maire de Lyon, Édouard Herriot, sympathisant du mouvement crématoriste en France, demande une étude à Etienne Curny dès 1907. L'architecte conçoit alors le crématorium qui est construit puis utilisé à partir de 1911 dans le cimetière nouveau de la Guillotière.
Jean-Louis Chorel se charge de certains éléments de sculpture.